# Lucio V. Mansilla
Lucio Victorio Mansilla (Buenos Aires, 23 de dezembro de 1831 - Paris, 8 de outubro de 1913) foi um coronel do exército argentino, escritor, jornalista, político e diplomata, autor do livro Una excursión a los indios ranqueles (1867) que relata a vida dos aborígenes e a paisagem do pampa.

## Outras obras
- De Adén a Suez (1855)
- Los siete platos de arroz con leche (1859)
- Rosas (1898)
- Máximas y pensamientos (1904)
- Mis Memorias (1904)